# アメリカ海軍魚雷艇一覧
このリストはアメリカ海軍の水雷艇、船体分類記号TBからなる全ての艦を含む。

## カッシング

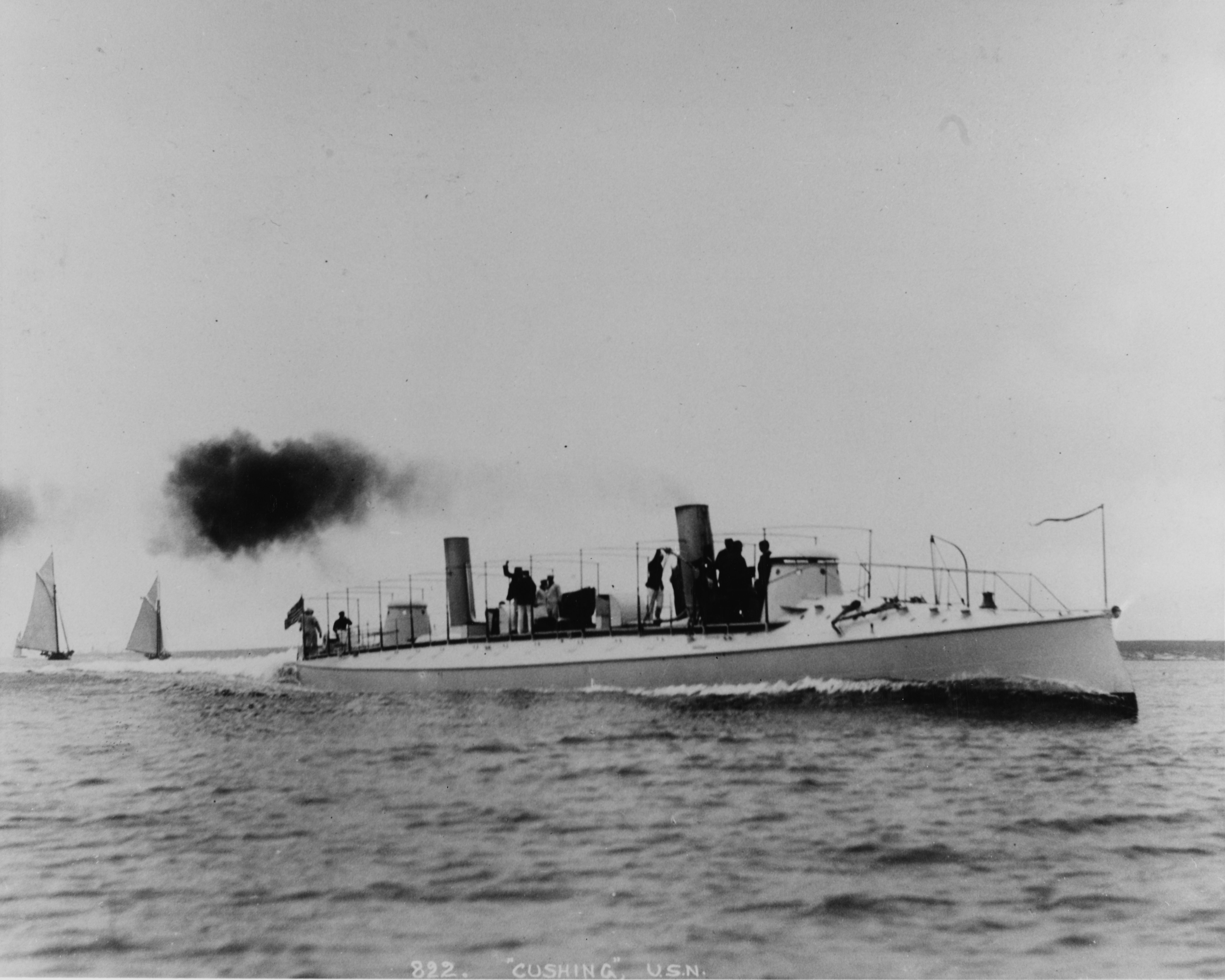
カッシング(TB-1)

- カッシング (USS Cushing, TB-1)（英語版）

由来の人物は、南北戦争中に外装水雷を用いた決死隊を率い、南軍甲鉄艦アルベマール号撃沈を果たしたウィリアム・B・カッシング中佐。
ヘレショフ製造所にて1890年1月23日進水、同年4月22日就役、1898年11月8日退役。1920年標的として海没処分。 

## エリクソン

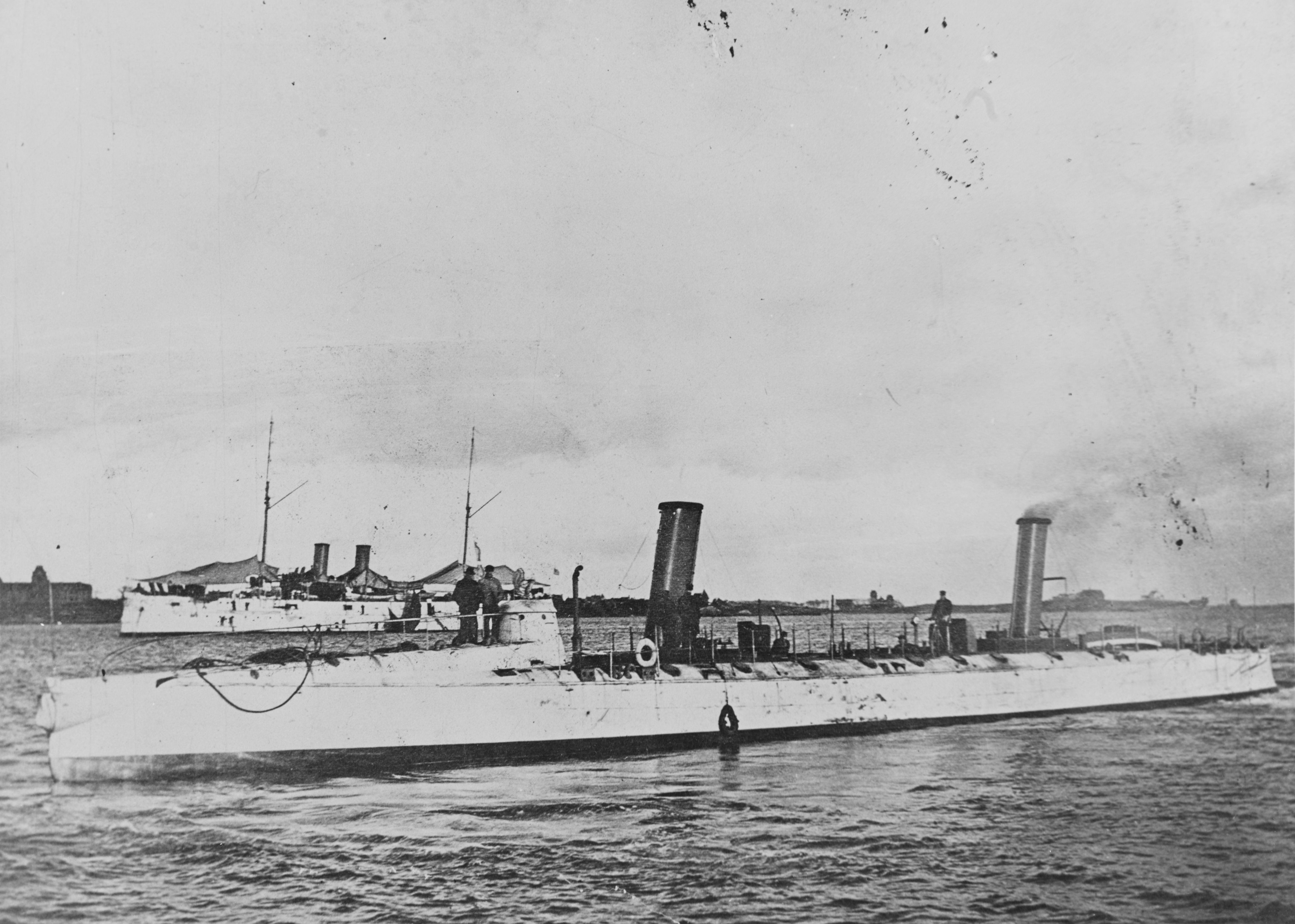
エリクソン(TB-2)

- エリクソン (USS Ericsson, TB-2)（英語版）

由来の人物は、装甲艦モニターの建造や魚雷の開発、潜水艦開発の協力等で米軍に関与した機関技師ジョン・エリクソン。
アイオワ鉄工所にて1894年5月12日進水、1897年5月12日就役、1912年4月5日退役。のちに標的として海没処分。 

## フット級水雷艇

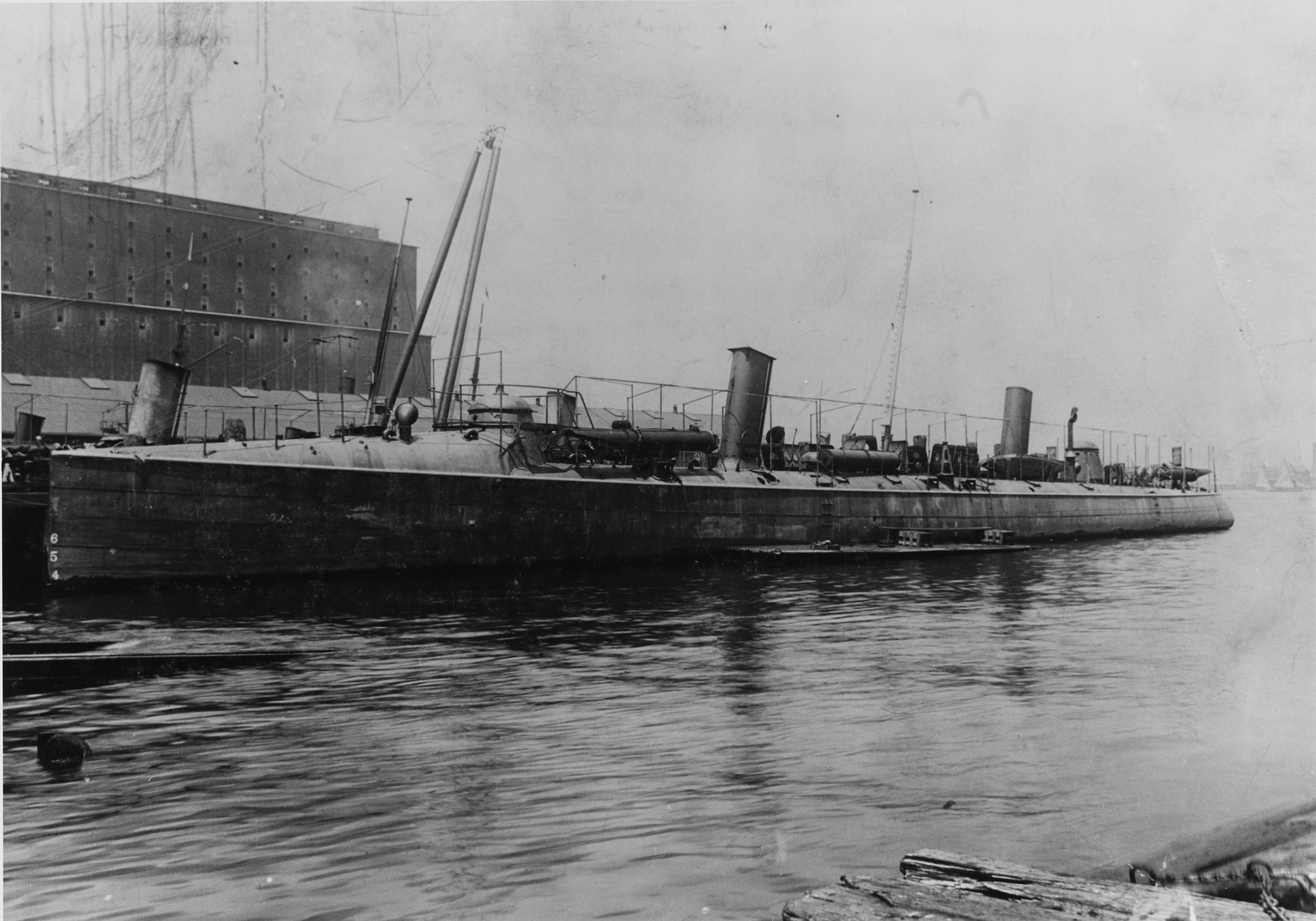
ロジャース(TB-4)

- フット (USS Foote, TB-3)（英語版）

由来の人物は、南北戦争初期にミシシッピ川戦隊を率い、多くの要塞攻略戦に勝利したアンドリュー・H・フット少将。
コロンビアン鉄鋼船渠にて1896年10月1日進水、1897年8月7日就役、1919年3月28日退役。1920年7月19日売却。
- ロジャース (USS Rodgers, TB-4)（英語版）

由来の人物は、セミノール戦争以来艦長を歴任し、南北戦争時にジェームズ川を掌握した戦隊司令官ジョン・ロジャース少将。
コロンビアン鉄鋼船渠にて1896年11月10日進水、1898年4月2日就役、1919年3月12日退役。1920年7月19日売却。
- ウィンスロー (USS Winslow, TB-5)（英語版）

由来の人物は、南北戦争でキアサージ号艦長を務め、南軍のアラバマ号を撃沈したジョン・A・ウィンスロー少将。
コロンビアン鉄鋼船渠にて1897年5月8日進水、1897年12月29日就役、1910年7月12日退役。1920年1月売却。 

## ポーター級水雷艇

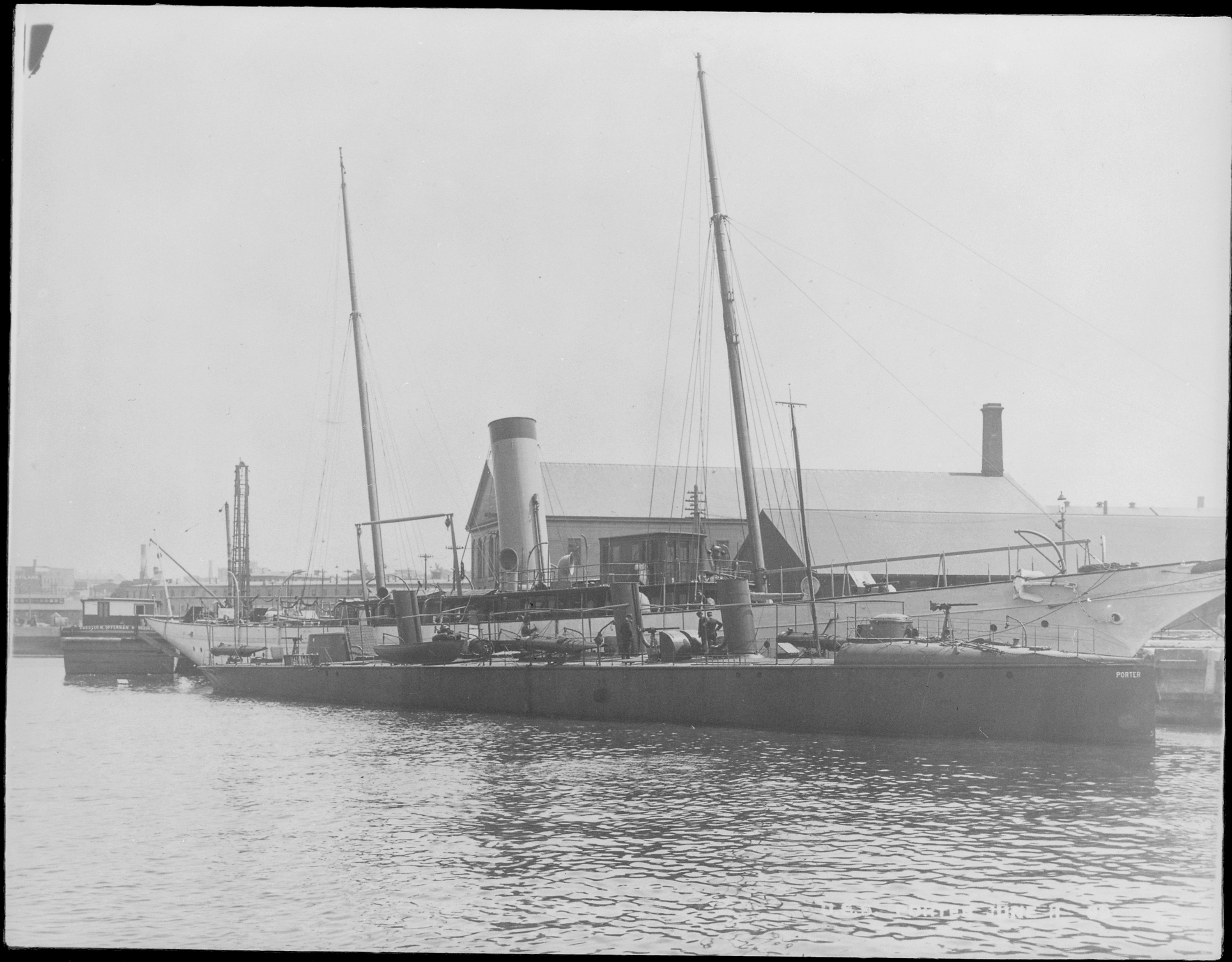
ポーター(TB-6)

- ポーター (USS Porter, TB-6)（英語版）

由来の人物は、南北戦争でレッド川方面作戦や第二次フィッシャー砦の戦いで陸軍支援に従事したデビッド・D・ポーター大将。
ヘレショフ製造所にて1896年9月9日進水、1897年2月20日就役、1912年退役。同年12月30日売却。
- デュ・ポント (USS Du Pont, TB-7)（英語版）

由来の人物は、南北戦争時に装甲艦の運用を推進し、チャールストン攻略に従事したサミュエル・F・デュポン少将。
ヘレショフ製造所にて1897年3月30日進水、同年9月23日就役、1919年3月8日退役。1920年7月19日売却。 

## ローワン

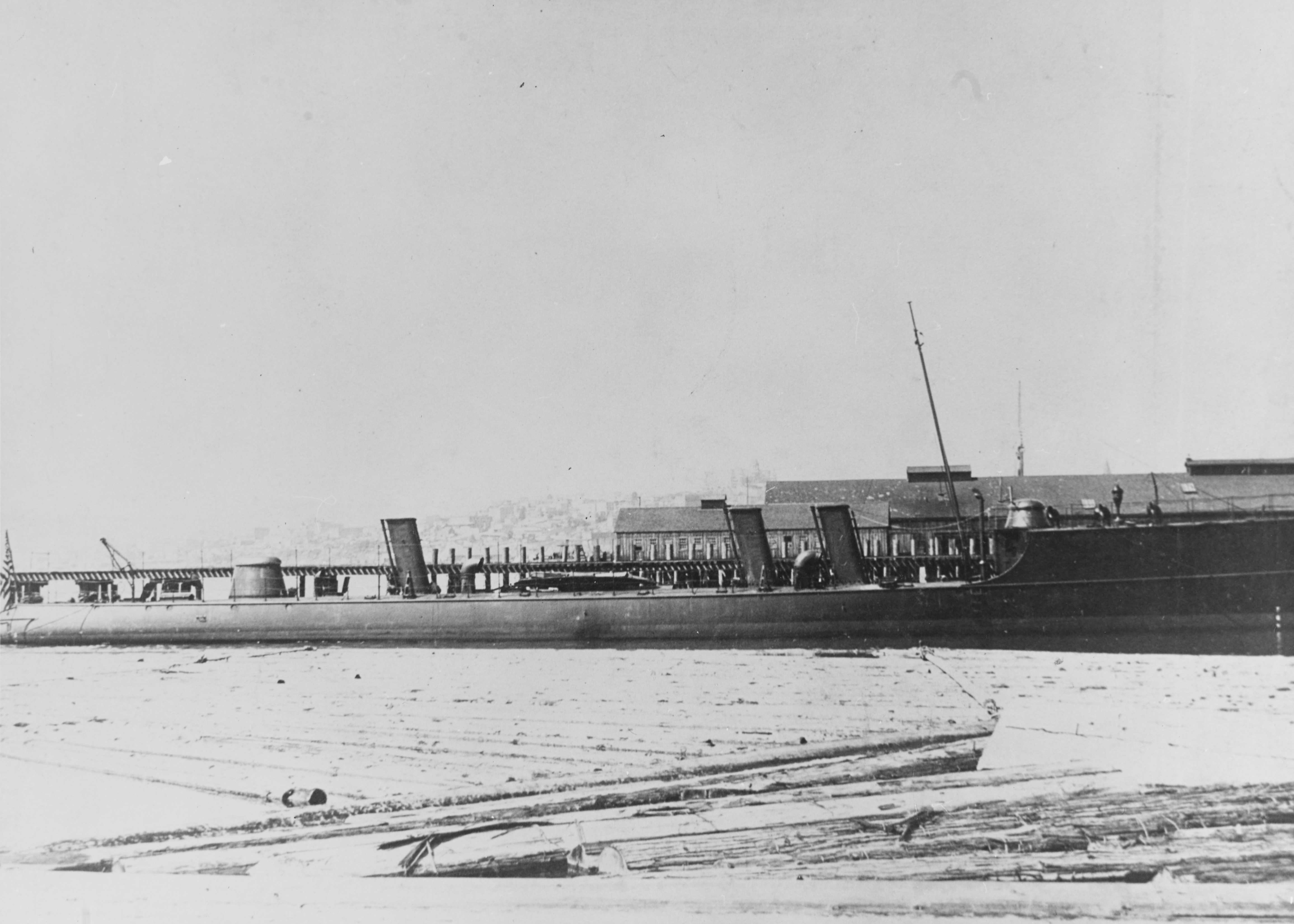
ローワン(TB-8)

- ローワン (USS Rowan, TB-8)（英語版）

由来の人物は、南北戦争時にニューアイアンサイズ号艦長を務め、チャールストン封鎖を完遂したスティーブン・C・ローワン中将。
モラン・ブラザーズ社にて1898年4月8日進水、1899年4月1日就役、1912年10月28日退役。1918年6月3日売却。 

## ダールグレン級水雷艇

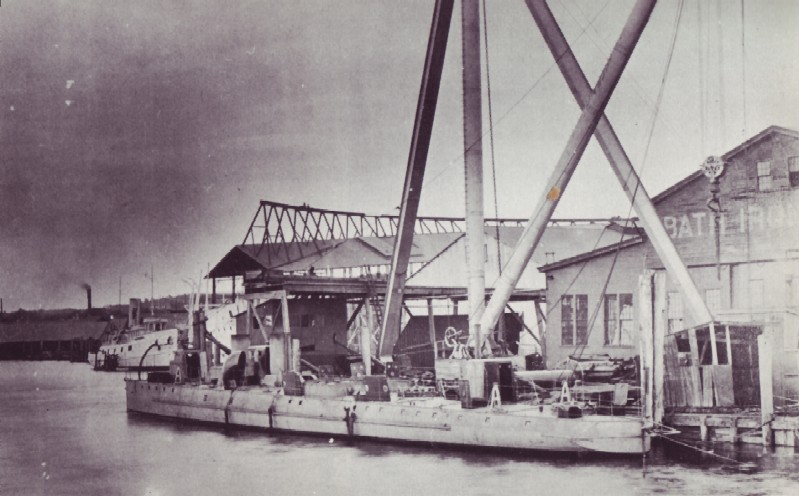
クレイヴンTB-10)

- ダールグレン (USS Dahlgren, TB-9)（英語版）

由来の人物は、ワシントン海軍工廠に兵器部を興し、ダールグレン砲を開発し普及させたジョン・A・B・ダールグレン少将。
バス鉄工所にて1899年5月29日進水、1900年6月16日就役、1919年3月11日退役。1920年7月19日売却。
- クレイヴン (USS Craven, TB-10)（英語版）

由来の人物は、南北戦争のモービル湾の海戦で触雷沈没したテカムセ号にて戦死したチュニス・A・M・クレイヴン中佐。
バス鉄工所にて1899年9月25日進水、1900年6月9日就役、1913年11月14日退役。のち標的として海没処分。 

## ファラガット

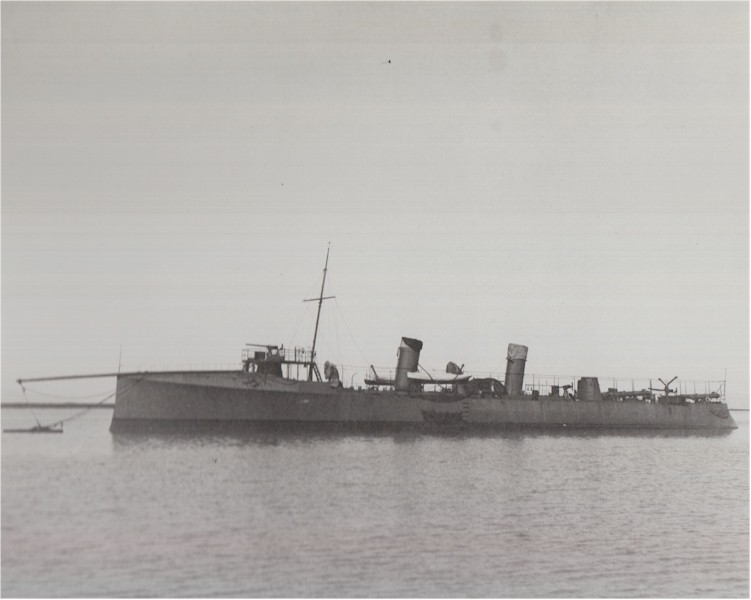
ファラガット(TB-11)

- ファラガット (USS Farragut, TB-11)（英語版）

由来の人物は、南北戦争時に西湾封鎖戦隊を統率し、モービル湾の海戦に勝利したデヴィッド・ファラガット大将。
ユニオン鉄工所にて1898年7月16日進水、1899年3月22日就役、1919年3月13日退役。1919年9月9日売却。 

## デイビス級水雷艇
- デイビス (USS Davis, TB-12)（英語版）

由来の人物は、海軍生活を通じて天文・潮流・海底地形の測量と研究に従事し、航路開発を続けたチャールズ・H・デイヴィス少将。
ウォルフ&ズウィッカー社にて1898年6月4日進水、1899年5月10日就役、1913年3月28日退役。1920年4月21日売却。

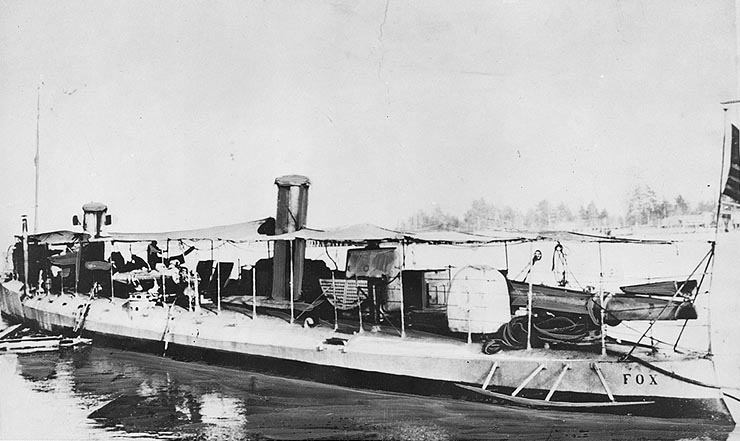
フォックス(TB-13)

- フォックス (USS Fox, TB-13)（英語版）

由来の人物は、リンカーン政権で海軍次官に任じられ、ロシア親善使節として派遣されたガスターヴス・V・フォックス大尉。
ウォルフ&ズウィッカー社にて1898年7月4日進水、1899年7月8日就役、1916年退役。同年10月27日売却。 

## モーリス

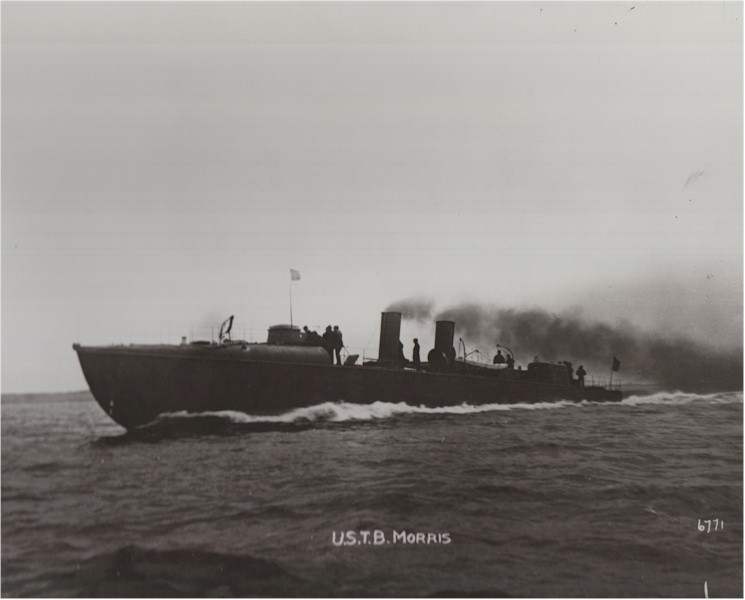
モーリス(TB-14)

- モーリス (USS Morris, TB-14)（英語版）

由来の人物は、擬似戦争以来従軍し、遠征中に病死したペリー提督に代わりアルゼンチン遠征隊を統率したチャールズ・モリス代将。
ヘレショフ製造所にて1898年4月13日進水、同年5月11日就役、1919年3月24日退役。1924年10月10日売却。 

## タルボット級水雷艇

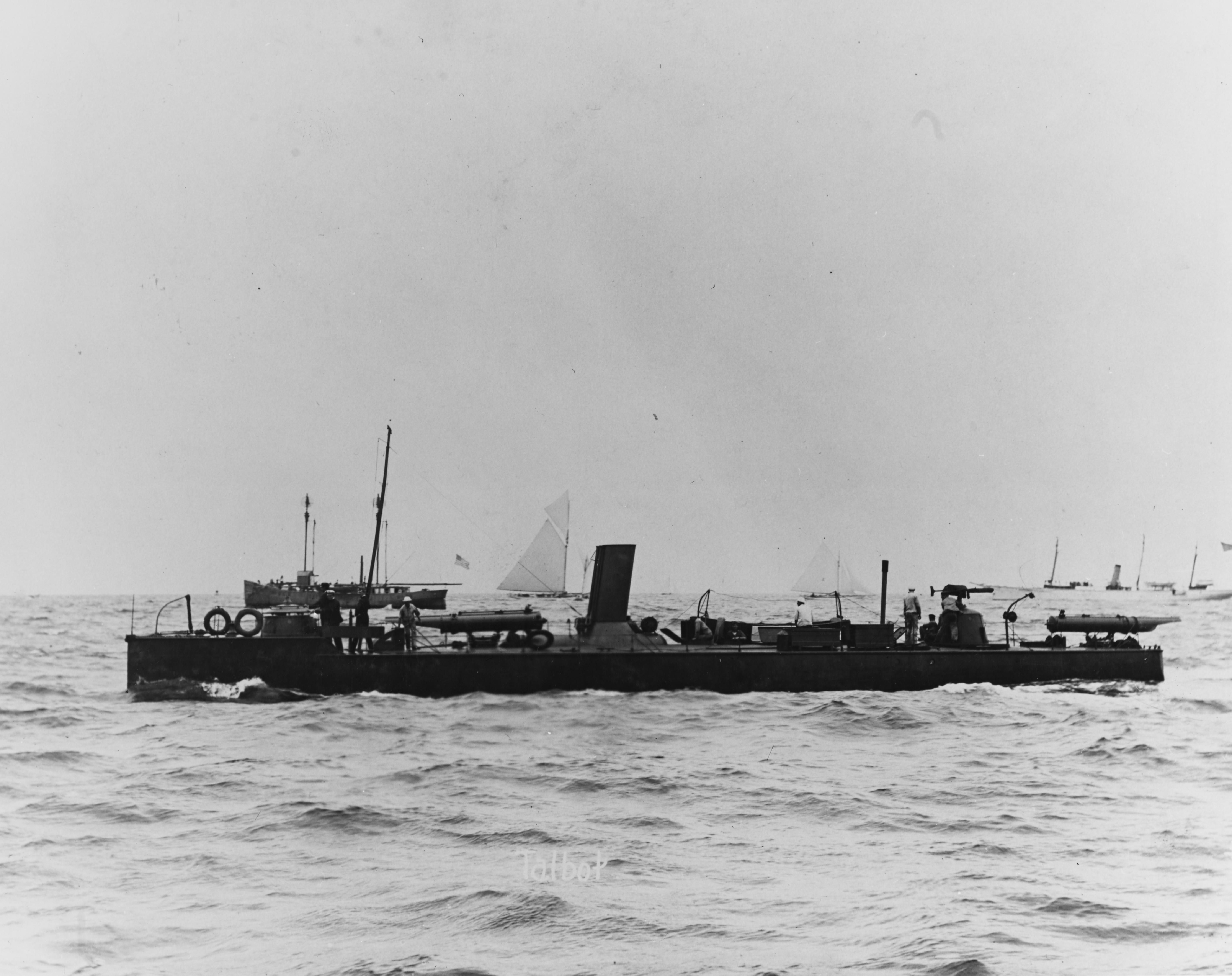
タルボット(TB-15)

- タルボット (USS Talbot, TB-15)（英語版）

由来の人物は、1870年にバナバ島で座礁したサギノーの救援を求めてハワイへ漕艇中に殉職したジョン・タルボット中尉。
ヘレショフ製造所にて1897年11月14日進水、1898年4月4日就役、1920年7月17日哨戒艇(YFB-3)に変更、1940年6月18日退役。1944年7月18日売却。
- グウィン (USS Gwin, TB-16)（英語版）

由来の人物は、南北戦争のハイネスブラフの戦いで負傷し、1週間後に没したベントン号艦長ウィリアム・グウィン少佐。
ヘレショフ製造所にて1897年11月15日進水、1898年4月4日就役、1920年7月17日哨戒艇(YFB-4)に変更、1925年4月30日退役。同年9月24日売却。 

## マッケンジー級水雷艇

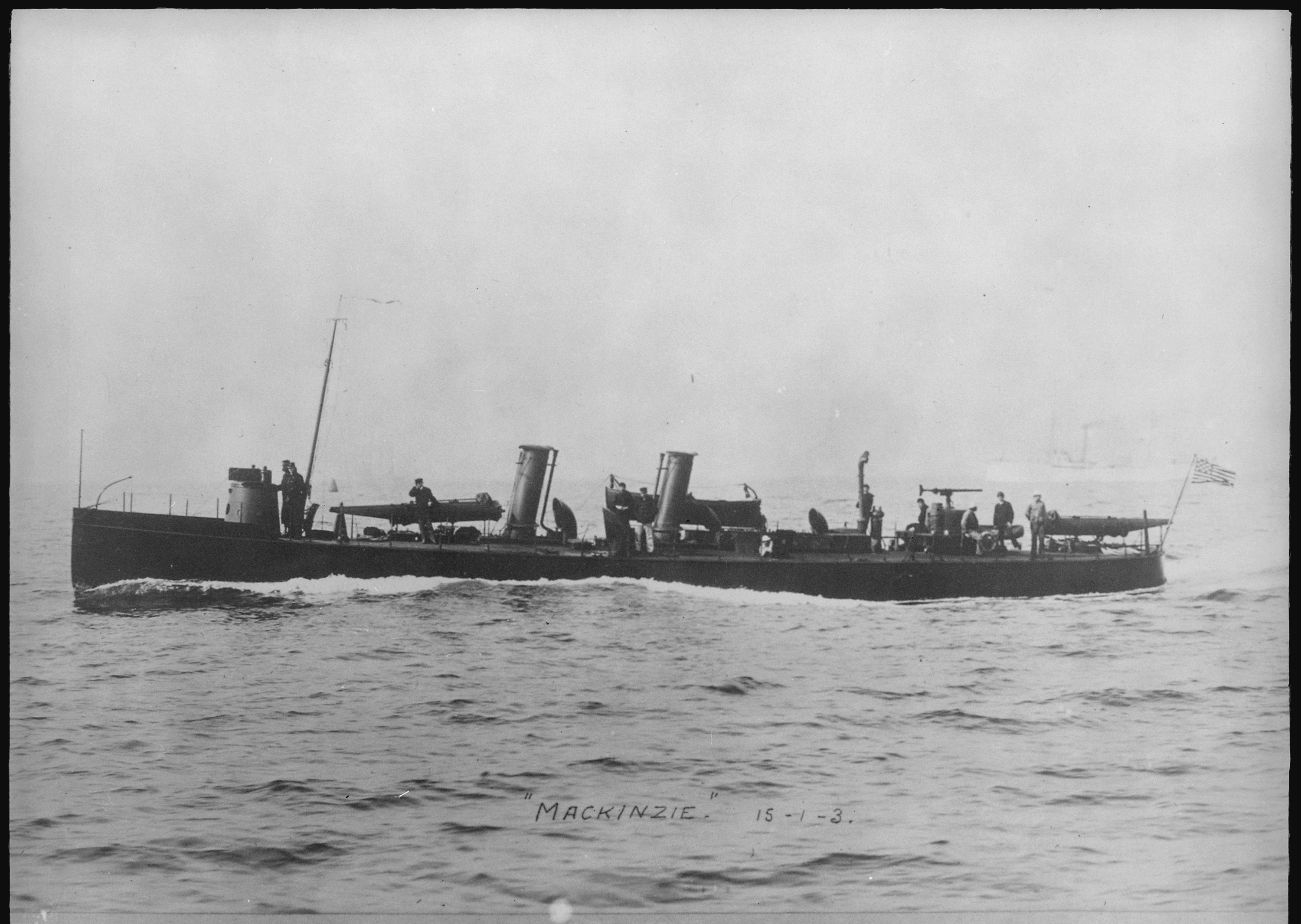
マッケンジー(TB-17)

- マッケンジー (USS MacKenzie, TB-17)（英語版）

由来の人物は、南北戦争後にハートフォード号にて台湾遠征に出撃し、現地人との交戦で戦死したアレクサンダー・S・マッケンジー少佐。
ヒルマン&サンズ社にて1898年2月19日進水、1899年5月1日就役、1916年3月10日退役。のち標的として海没処分。
- マッキー (USS McKee, TB-18)（英語版）

由来の人物は、アジア戦隊旗艦コロラド号と朝鮮江華島砲台との砲戦で戦死した乗組士官ヒュー・W・マッキー中尉。
コロンビアン鉄鋼船渠にて1898年3月5日進水、同年5月16日就役、1916年3月10日退役。1920年秋ころ標的として海没処分。 

## ストリングハム
- ストリングハム (USS Stringham, TB-19)（英語版）

由来の人物は、第一次バーバリ戦争のイントレピッド決死隊の一員で、南北戦争まで現役だったサイラス・H・ストリングハム少将。
ハーラン&ハリングスワース社にて1899年6月10日進水、1905年11月7日就役、1913年11月21日退役。1923年5月18日売却。 

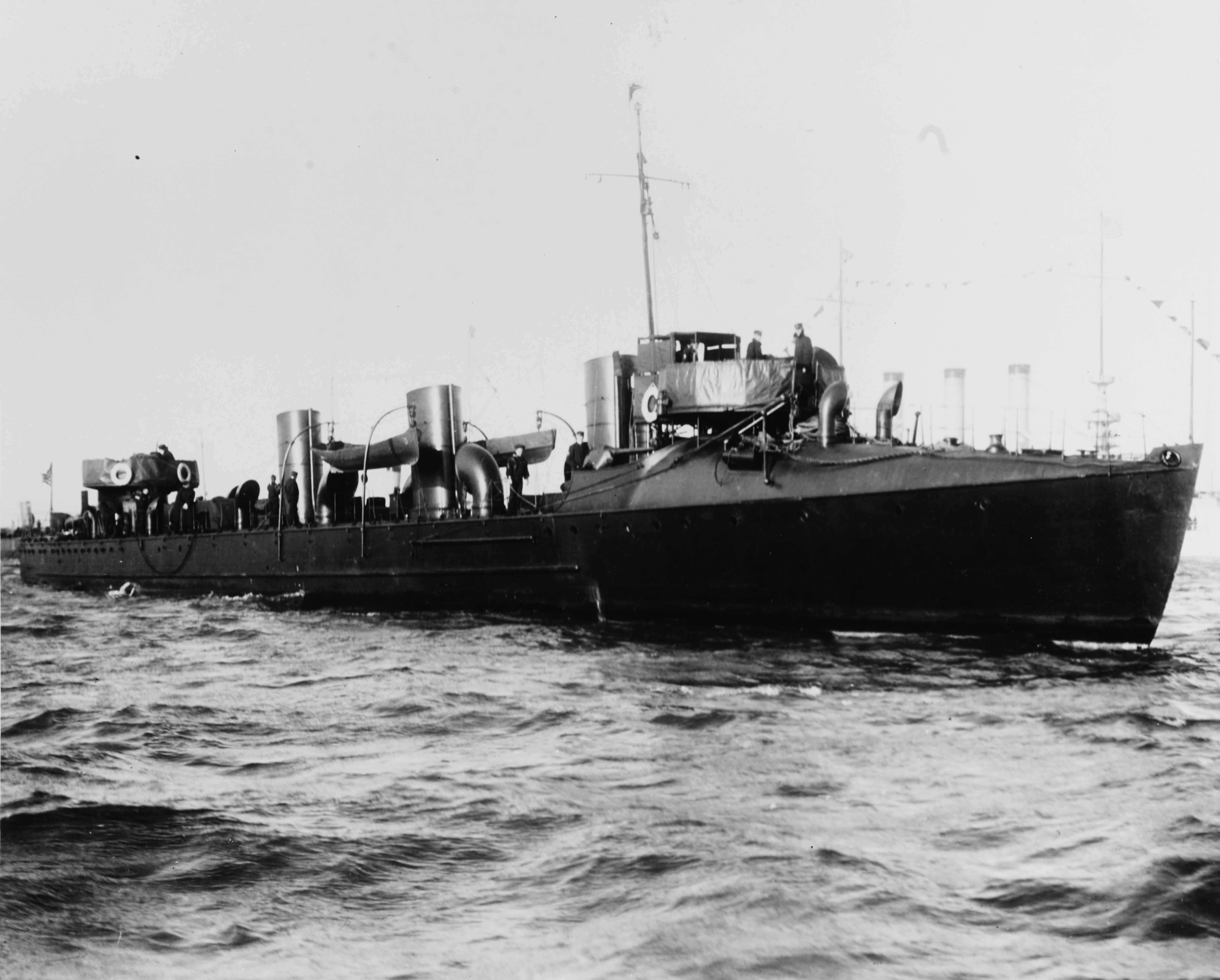
ストリングハム(TB-19)

## ゴールズボロー
- ゴールズボロー (USS Goldsborough, TB-20)（英語版）

由来の人物は、米墨戦争時より士官となり、南北戦争時に北部大西洋封鎖艦隊を指揮したルイス・M・ゴールズボロー少将。
ウォルフ&ズウィッカー社にて1899年7月29日進水、1908年4月9日就役、1919年3月12日退役。同年9月8日売却。 

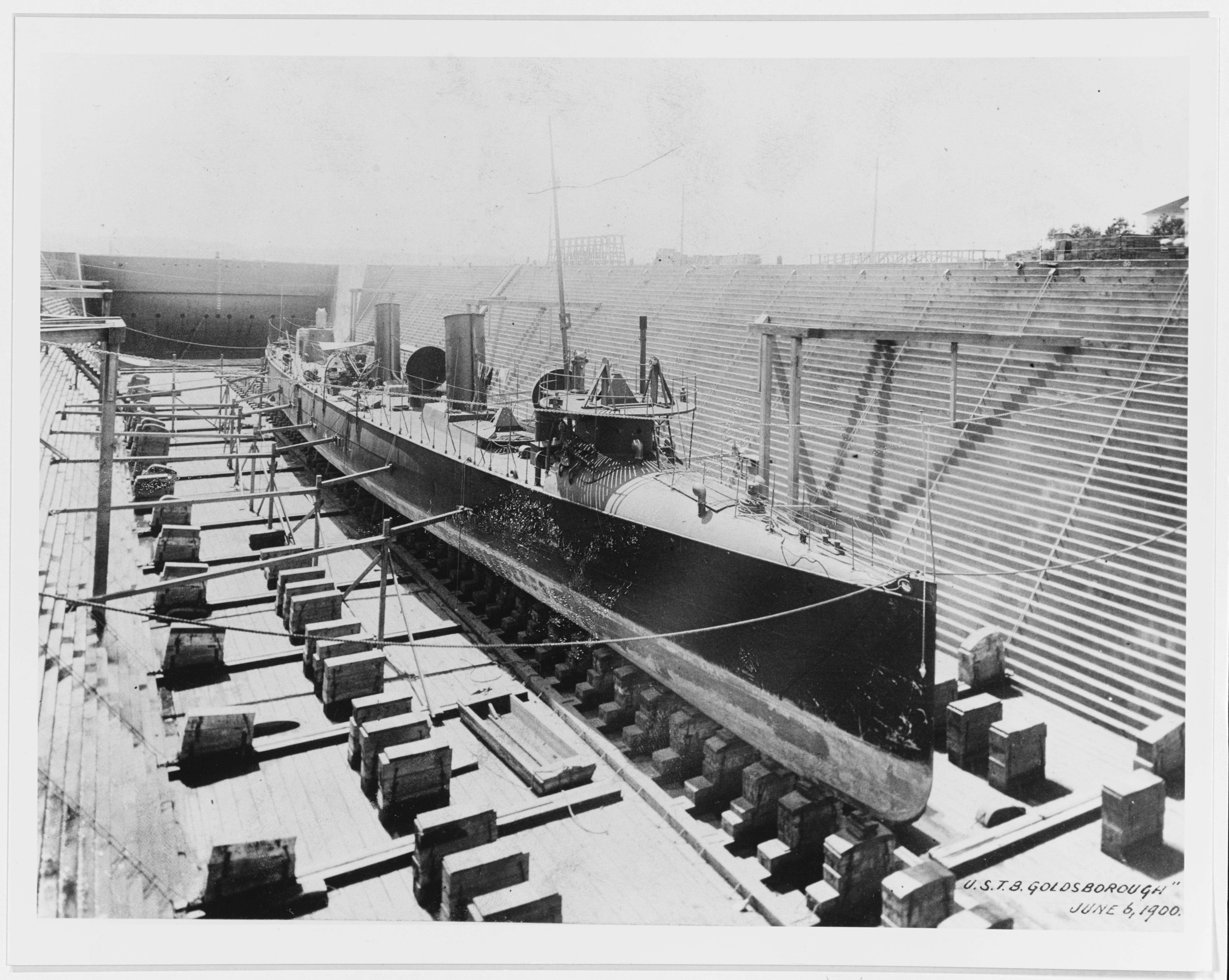
ゴールズボロー(TB-20)

## ベイリー
- ベイリー (USS Bailey, TB-21)（英語版）

由来の人物は、南北戦争時にコロラド号を指揮し、ジャクソン砦・セントフィリップの戦いを制したセオドラス・ベイリー少将。
ガスエンジン&パワー社にて1899年12月5日進水、1901年6月10日就役、1919年3月18日退役。1920年3月10日売却。 

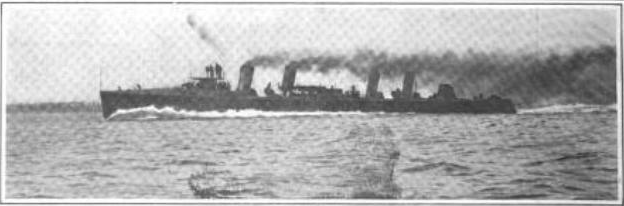
ベイリー(TB-21)

## サマーズ

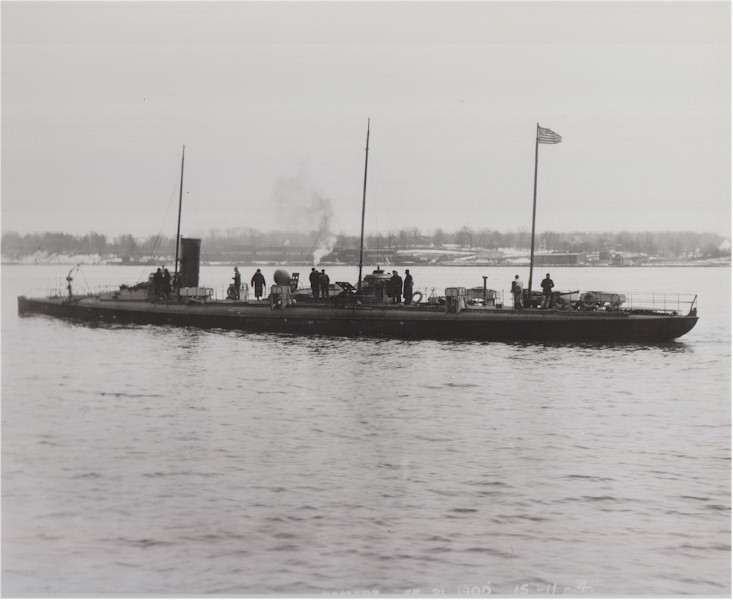
サマーズ(TB-22)

- サマーズ (USS Somers, TB-22)（英語版）

由来の人物は、第一次バーバリ戦争に従軍し、二度目のイントレピッド決死隊を指揮し戦死したリチャード・サマーズ。
独シーシャウ社にて1897年進水、1898年3月25日アメリカ購入、同月28日就役、1919年3月22日退役。1920年7月19日売却。 

## マンリー

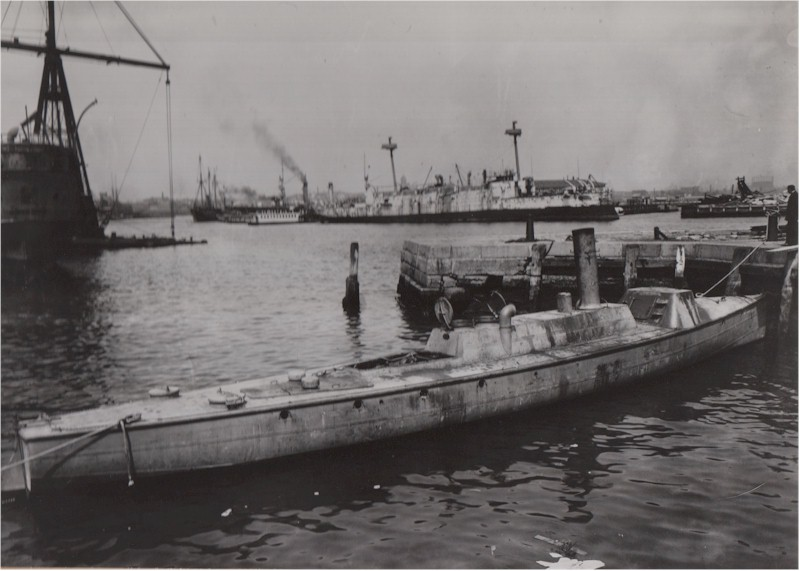
マンリー(TB-23)

- マンリー (USS Manley, TB-23)（英語版）

由来の人物は、独立戦争時に大陸海軍船長を歴任し、通商破壊や上陸作戦支援に従事したジョン・マンリー。
英ヤーロー社にて進水、1898年4月13日アメリカ購入、1899年4月20日就役、1914年4月2日退役後は兵学校にて練習教材として使用。1920年4月21日売却。 

## バグリー級水雷艇

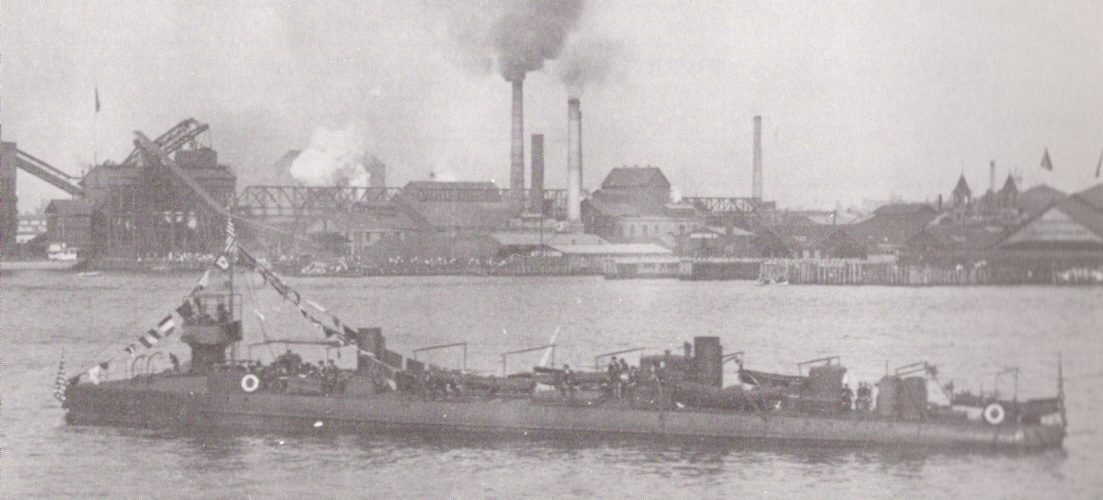
バーニー(TB-25)

- バグリー (USS Bagley, TB-24)（英語版）

由来の人物は、米西戦争時に水雷艇ウィンスローのキューバ島カルデナス港封鎖作戦中に戦死したワース・バッグレイ少尉。
バス鉄工所にて1900年9月25日進水、1901年10月18日就役、1919年3月12日退役。1919年4月9日売却。
- バーニー (USS Barney, TB-25)（英語版）

由来の人物は、米英戦争時にチェサピーク小艦隊の海戦やブラーデンスバーグの戦いで連敗しつつも勇戦したジョシュア・バーニー代将。
バス鉄工所にて1900年7月28日進水、1901年10月21日就役、1919年3月11日退役。1920年7月19日売却。
- ビドル (USS Biddle, TB-26)（英語版）

由来の人物は、独立戦争時に船長を歴任し、ランドルフ号とヤーマス号との戦闘の末にランドルフ号の爆沈で戦死したニコラス・ビドル大佐。
バス鉄工所にて1901年5月18日進水、1901年10月26日就役、1919年3月12日退役。1920年7月19日売却。 

## ブレイクリー級水雷艇
- ブレイクリー (USS Blakely, TB-27)（英語版）

由来の人物は、米英戦争時にワスプ号船長を務め、英艦多数を拿捕したものの、ワスプ号の荒天遭難で消息不明となったジョンストン・ブラークレイ。
ジョージ・ローリー&サン社にて1900年11月22日進水、1904年12月27日就役、1919年3月8日退役。1920年3月10日売却。
- デ・ロング (USS DeLong, TB-28)（英語版）

由来の人物は、1880年前後にジャネット号を用いて北極海探検に従事し、レナ川河口沖で遭難死したジョージ・W・デロング少佐。
ジョージ・ローリー&サン社にて1900年11月23日進水、1902年10月27日就役、1919年3月8日退役。1920年7月19日売却。
- ニコルソン (USS Nicholson, TB-29)（英語版）

由来の人物は、独立戦争から南北戦争にかけて海軍将官・士官を輩出したニコルソン家の軍人、ジェームズ・サミュエル・ジョン三兄弟、ジョンの子ウィリアム、三兄弟の甥ジェームズの5人。
ルイス・ニクソン造船にて1901年9月23日進水、1905年1月10日就役、1909年3月3日除籍(退役日時不明)。のち標的として海没処分。
- オブライエン (USS O'Brien, TB-30)（英語版）

由来の人物は、独立戦争中に英軍マーガレッタ号をマチャイアスから撃退したジェレマイア・オブライエンと4人の弟たち。
ルイス・ニクソン造船にて1900年9月24日進水、1905年7月15日就役、1909年3月3日除籍(退役日時不明)。1920年3月10日売却。
- シューブリック (USS Shubrick, TB-31)（英語版）

由来の人物は、米英戦争から南北戦争まで従軍し、東インド艦隊やパラグアイ遠征隊司令官を拝命したウィリアム・シュブリック少将。
ウィリアム・R・トリッグ社にて1899年10月31日進水、1901年就役(日時不明)、1919年4月23日退役。のち標的として海没処分。
- ストックトン (USS Stockton, TB-32)（英語版）

由来の人物は、米墨戦争時にカリフォルニア侵攻を担当し、沿岸の治安維持に従事したロバート・F・ストックトン代将。
ウィリアム・R・トリッグ社にて1899年12月27日進水、1901年3月14日就役、1913年11月14日除籍。1916年標的として海没処分。
- ソーントン (USS Thornton, TB-33)（英語版）

由来の人物は、南北戦争時にハートフォード号に乗組み、ジャクソン砦・セントフィリップの戦いに参加したジェームズ・S・ソーントン大佐。
ウィリアム・R・トリッグ社にて1900年5月15日進水、1902年6月9日就役、1918年5月11日除籍。1920年8月売却。
- ティンギー (USS Tingey, TB-34)（英語版）

由来の人物は、独立戦争と擬似戦争に従軍し、現役引退後は逝去までワシントン海軍造船所長を務めたトーマス・ティンギー代将。
コロンビアン鉄鋼船渠にて1901年3月26日進水、1904年1月7日就役、1919年1月30日退役。1920年3月10日売却。
- ウィルクス (USS Wilkes, TB-35)（英語版）

由来の人物は、世界一周の調査遠征を行い、南北戦争初期にトレント号事件を起こしたチャールズ・ウィルクス代将。
ガスエンジン&パワー社にて1901年9月28日進水、1902年9月18日就役、1913年11月14日退役。1914年標的として海没処分。 

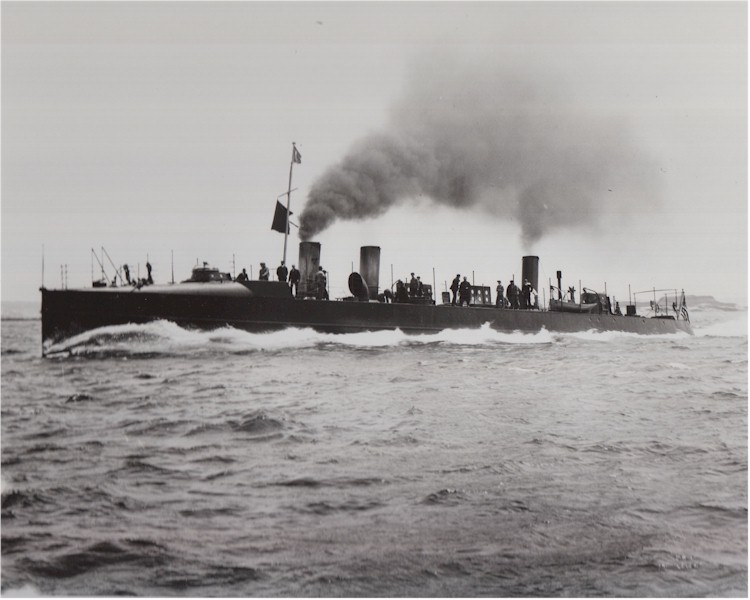
オブライエン(TB-30)

## 各級の諸元
| 艦級           | 数 | 排水量 | 全長   | 全幅  | 喫水  | 速力     | 定員 | 主砲      | 魚雷           |
| -------------- | -- | ------ | ------ | ----- | ----- | -------- | ---- | --------- | -------------- |
| カッシング     | 1  | 107t   | 43.00m | 4.60m | 1.47m | 23ノット | 22名 | 57mm砲3門 | 450mm発射管3門 |
| エリクソン     | 1  | 120t   | 45.59m | 4.72m | 1.45m | 24ノット | 22名 | 37mm砲4門 | 450mm発射管3門 |
| フット級       | 3  | 144t   | 49.00m | 4.90m | 1.50m | 25ノット | 20名 | 37mm砲3門 | 450mm発射管3門 |
| ポーター級     | 2  | 168t   | 53.49m | 5.41m | 1.42m | 29ノット | 32名 | 37mm砲4門 | 450mm発射管3門 |
| ローワン       | 1  | 213t   | 52.00m | 5.20m | 1.80m | 26ノット | 32名 | 37mm砲4門 | 450mm発射管3門 |
| ダールグレン   | 2  | 138t   | 49.17m | 4.98m | 1.40m | 30ノット | 29名 | 37mm砲4門 | 450mm発射管2門 |
| ファラガット   | 1  | 283t   | 65.00m | 6.30m | 2.08m | 30ノット | 66名 | 57mm砲4門 | 450mm発射管2門 |
| デービス級     | 2  | 156t   | 45.10m | 4.67m | 1.80m | 23ノット | 24名 | 37mm砲3門 | 450mm発射管3門 |
| モーリス       | 1  | 107t   | 42.52m | 4.67m | 1.24m | 23ノット | 26名 | 37mm砲3門 | 450mm発射管3門 |
| タルボット級   | 2  | 47t    | 30.33m | 3.81m | 0.99m | 21ノット | 16名 | 37mm砲1門 | 450mm発射管2門 |
| マッケンジー級 | 2  | 66t    | 30.94m | 3.89m | 1.30m | 20ノット | 14名 | 37mm砲1門 | 450mm発射管1門 |
| ストリングハム | 1  | 345t   | 70.82m | 6.70m | 1.98m | 30ノット | 59名 | 57mm砲4門 | 450mm発射管2門 |
| ゴールズボロー | 1  | 259t   | 60.00m | 6.27m | 2.08m | 27ノット | 59名 | 57mm砲4門 | 450mm発射管2門 |
| ベイリー       | 1  | 284t   | 62.00m | 5.87m | 2.08m | 30ノット | 59名 | 57mm砲4門 | 450mm発射管2門 |
| サマーズ       | 1  | 145t   | 48.00m | 5.33m | 1.78m | 23ノット | 24名 | 37mm砲4門 | 450mm発射管3門 |
| マンリー       | 1  | 30t    | 18.49m | 2.87m | 0.89m | 17ノット | 5名  | なし      | なし           |
| バグリー級     | 3  | 178t   | 48.00m | 5.36m | 1.50m | 29ノット | 28名 | 37mm砲3門 | 450mm発射管3門 |
| ブレークリー級 | 9  | 199t   | 53.00m | 5.20m | 5.38m | 26ノット | 28名 | 37mm砲3門 | 450mm発射管3門 |